# Trichoplusia nyei
Trichoplusia nyei là một loài bướm đêm trong họ Noctuidae.